# Шаля, Абдуррахман
Абдуррахман Шаля (алб. Abdurrahman Shala; 25 октября 1922, Вучитрн, Косово, Королевство Сербов, Хорватов и Словенцев — 9 марта 1994, Приштина, АК Косово и Метохия, Югославия) — албанский и югославский актёр театра и кино, режиссёр, сценарист и продюсер.

## Биография
Косовский албанец. В детстве с родителями переехал в Албанию. После оккупации Югославии, в 1941 году поселился в Приштине. Стал сниматься в кино.
В 1942 — ушёл в партизанский отряд, действовавший на территории Косово. В том же году вступил в югославскую компартию.
После окончания войны вернулся в кинематограф, работал на студии «Avala Film» в Белграде. С 1948 постоянно жил в Приштине, где стал одним создателей Регионального театра Косово. На сцене театра сыграл более 60 ролей в албанских и сербских драмах. Как режиссёр, поставил большинство спектаклей театра в Приштине.
В 1969 году по решению парламента Косово была создана киностудия «Kosovafilmi» в Приштине и Абдуррахман Шаля стал её первым директором.. Со студией в Приштине был связан до смерти, снимался как актёр, был сценаристом и режиссёром.
Сыграл в 36 фильмах. Написал сценарии к 3 кинолентам. Продюсировал несколько кинофильмов.

## Избранная фильмография

### Роли в кино
- 1962 — Эшелон доктора М. — Мурат
- 1962 — Капитан Леши — майор Демир
- 1962 — Козара — Яков, повстанец
- 1966 — До победы и далее
- 1966 — Виннету и полукровка Апаначи — Хэнк
- 1968 — Брат доктора Гомера — эпизод
- 1968 — Операция Cross Eagles
- 1969 — Битва на Неретве — капитан
- 1971 — Баллада о свирепом — Бозина
- 1973 — Сутьеска
- 1973 — Отважные
- 1974 — Красный удар — Тодор
- 1974 — Дервиш и смерть — татарин
- 1994 — Перед дождём

### Сценарии
- 1963 — Kosovsko crno zlato
- 1968 — Uka i Bjeshkëve të nemuna
- 1973 — Brigada e VII e Kosovës

## Награды
- Декабрьская премия Косово и Метохии, 1957.
- Премия «Серебряная арена» кинофестиваля в Пуле, 1979.